# Pókhálósgomba

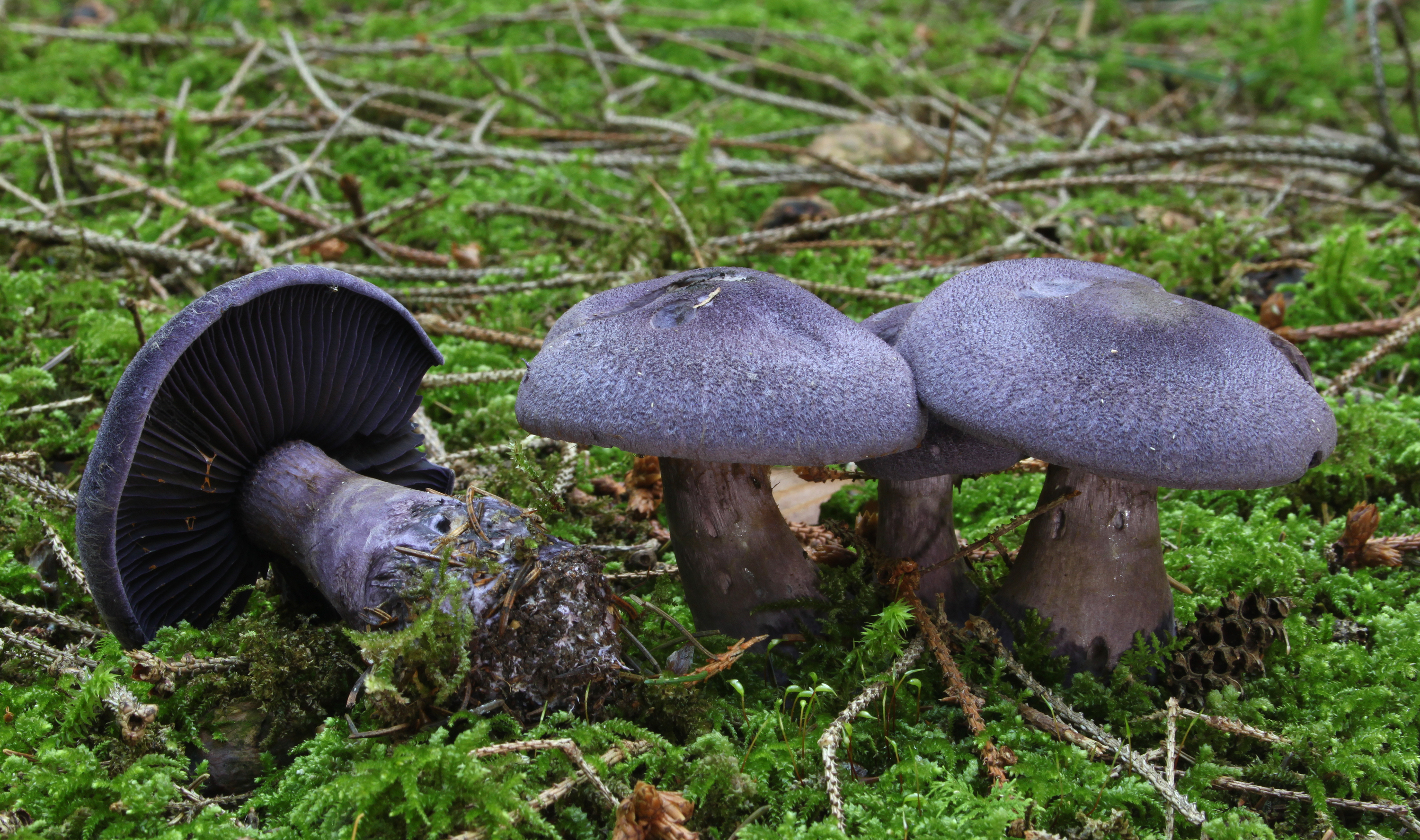
Sötétlila pókhálósgomba

A pókhálósgombák (Cortinarius) a bazídiumos gombák közé tartozó pókhálósgombafélék családjának egyik nemzetsége (genusa). Mintegy 3180 fajával a kalaposgombák egyik legnagyobb nemzetsége. Fajai az egész világon elterjedtek. Közös jellemvonásuk, hogy a fiatal példányok kalapjának széle és tönkje között pókhálószerű fonalakból álló részleges burok, kortina (cortina latinul függöny) húzódik. Mire a termőtest kifejlődik, a kortina többnyire eltűnik, esetleg csak maradványai láthatók a kalap peremén és a tönkön. A nemzetség minden tagjának rozsdabarna a spórapora. Egyes fajok (mint a mérges pókhálósgomba) súlyos, akár halálos kimenetelű mérgezést okozhatnak, ezért – bár vannak a nemzetségen belül ehető fajok is – fogyasztásuk nem ajánlott.

## Jellegzetességek
A pókhálószerű kortina, amelyről a nemzetség magyar és tudományos nevét is kapta, a kifejlett gombák többségénél nyomtalanul eltűnik. Jellemző a spórapor is, amely szinte mindig rozsdabarna vagy barnásvörös. Nemzetségszinten viszonylag könnyű felismerni, de az egymáshoz igen hasonló és nagyszámú fajok között különbséget tenni esetenként a szakértőnek is kihívást jelenthet. Minden ide tartozó faj a növények gyökereivel mikorrhizát képez.
Viszonylag gyakoriak körükben az élénk színek, egyes fajokat (pl. vérvörös pókhálósgomba) régebben festékanyagként hasznosítottak.

## Méreganyagok
Számos pókhálósgombafaj vesekárosító méreganyagot, orellanint tartalmaz. A mérgezés egyes esetekben (pl. mérges pókhálósgomba, csúcsos pókhálósgomba) halálos is lehet. Mivel könnyen összetéveszthetők más fajokkal, általánosságban elmondható, hogy a genus egyik faját sem ajánlott elfogyasztani (a kevés kivételhez tartozik a gyűrűs ráncosgomba és az óriás pókhálósgomba). A lilás árnyalatú fajokat az ehető lila pereszkével is össze lehet téveszteni.
Az orellanin laboratóriumi kimutatása egyszerű, mert fluoreszkál. A méreganyagot legalább 34 fajból kimutatták már.

## Osztályozás
A nemzetség a legnagyobbak közé tartozik a kalaposgombák között, egyes források szerint 3108 faj tartozik ide. Magyarországon legalább 158 faja honos.
Molekuláris genetikai vizsgálatok alapján a korábban önálló Rozites genust a Cortinarius genusba olvasztották. A nemzetségen belül elkülönítik a Dermocybe csoportot.
Magyarországon is előforduló fajok:
- Cortinarius acetosus (Cortinarius rigens) – orsós pókhálósgomba
- Cortinarius acutus – hegyeskalapú pókhálósgomba
- Cortinarius albertii – papucsos pókhálósgomba
- Cortinarius alboviolaceus – lilásfehér pókhálósgomba (halványlila pókhálósgomba)
- Cortinarius alnetorum – égeres pókhálósgomba
- Cortinarius amurceus – okkersárga pókhálósgomba
- Cortinarius angelesianus – borzas pókhálósgomba
- Cortinarius anomalochrascens – okkerlilás pókhálósgomba
- Cortinarius anomalus (Cortinarius azureus) – lilás pókhálósgomba (azúr pókhálósgomba)
- Cortinarius anserinus (Cortinarius amoenolens) – bükkös pókhálósgomba
- Cortinarius arcuatorum (Cortinarius fulvoincarnatus) – lilásperemű pókhálósgomba
- Cortinarius armeniacus – barackszínű pókhálósgomba
- Cortinarius armillatus – vörösövű pókhálósgomba
- Cortinarius atrocoeruleus – kékesfekete pókhálósgomba
- Cortinarius atrovirens – feketészöld pókhálósgomba
- Cortinarius balteatoalbus – nemezes pókhálósgomba
- Cortinarius balteatocumatilis – lilásburkú pókhálósgomba
- Cortinarius barbatus – gyökerező pókhálósgomba
- Cortinarius betulinus – nyír-pókhálósgomba (karcsúnyír pókhálósgomba)
- Cortinarius biformis – ferdeövű pókhálósgomba
- Cortinarius bivelus – kettősburkú pókhálósgomba
- Cortinarius bolaris – vöröspikkelyes pókhálósgomba
- Cortinarius bovinus – vastaglábú pókhálósgomba
- Cortinarius brunneus – barna pókhálósgomba (sötétbarna pókhálósgomba)
- Cortinarius bulliardii – vöröslábú pókhálósgomba
- Cortinarius caerulescens – kék pókhálósgomba
- Cortinarius cagei (Cortinarius bicolor) – kétszínű pókhálósgomba
- Cortinarius callisteus – mozdonyfüstszagú pókhálósgomba (rebarbara pókhálósgomba)
- Cortinarius calochrous – liláslemezű pókhálósgomba

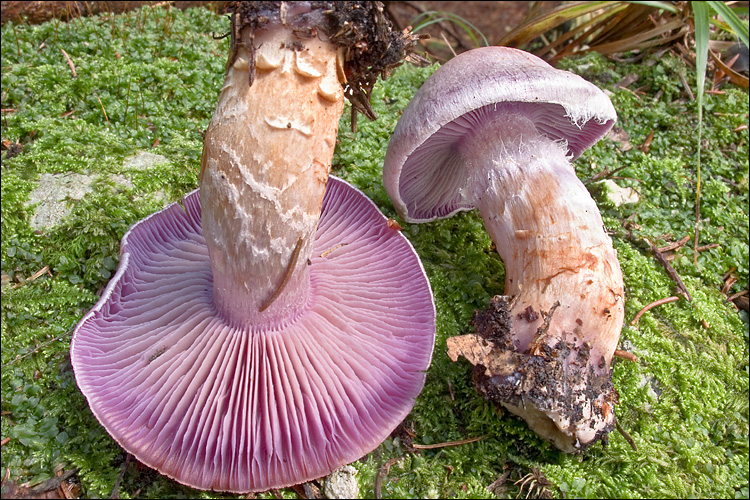
Bakszagú pókhálósgomba

- Cortinarius camphoratus – bakszagú pókhálósgomba (erősszagú pókhálósgomba)
- Cortinarius camptoros – rugalmas pókhálósgomba
- Cortinarius caninus – rozsdabarna pókhálósgomba (vékonyövű pókhálósgomba)
- Cortinarius caperatus (Rozites caperatus) – gyűrűs ráncosgomba (ráncos fenyőgomba)
- Cortinarius caroviolaceus (Cortinarius europaeus) – krémfehér pókhálósgomba
- Cortinarius casimiri –  színestönkű pókhálósgomba
- Cortinarius castaneus – selymes pókhálósgomba
- Cortinarius cinnabarinus (Dermocybe cinnabarina) – cinóberszínű pókhálósgomba (cinóberszínű bőrgomba)
- Cortinarius cinnamomeoluteus (Dermocybe cinnamomeolutea) – mustársárga pókhálósgomba (fahéjszínű pókhálósgomba, változékony bőrgomba)
- Cortinarius cinnamomeus (Dermocybe cinnamomea) – fahéjbarna pókhálósgomba (fahéjbarna bőrgomba, fahéjszínű pókhálósgomba)
- Cortinarius citrinus (Cortinarius pseudosulphureus) – sárgászöld pókhálósgomba (citromsárga pókhálósgomba)
- Cortinarius claricolor – gyapjastönkű pókhálósgomba
- Cortinarius cliduchus (Cortinarius cephalixus, Cortinarius olidus) – sárgaöves pókhálósgomba (pikkelykés pókhálósgomba, szemcséskalapú pókhálósgomba)
- Cortinarius collinitus (Cortinarius muscigenus) – kéktönkű pókhálósgomba
- Cortinarius coracis (Cortinarius crassifolius s. auct.) – széleslemezű pókhálósgomba
- Cortinarius cotoneus – aprópikkelyes pókhálósgomba (olajzöld pókhálósgomba)
- Cortinarius crassus (Cortinarius pseudocrassus) – vastaghúsú pókhálósgomba
- Cortinarius croceocaeruleus – sárgáskék pókhálósgomba
- Cortinarius croceus – sárgalemezű pókhálósgomba
- Cortinarius cumatilis – galambkék pókhálósgomba (szőlőkék pókhálósgomba)
- Cortinarius cyanites – vörösödő pókhálósgomba
- Cortinarius decipiens – sötétpúpos pókhálósgomba
- Cortinarius delibutus – kéklemezű pókhálósgomba (sárga nyálkástönkűgomba)
- Cortinarius dibaphus – foltos pókhálósgomba
- Cortinarius dionysae – lisztszagú pókhálósgomba
- Cortinarius disjungendus – faszínű pókhálósgomba
- Cortinarius duracinus – orsóstönkű pókhálósgomba
- Cortinarius eburneus – csontfehér pókhálósgomba
- Cortinarius elatior – ráncoskalapú pókhálósgomba
- Cortinarius elegantior – elegáns pókhálósgomba

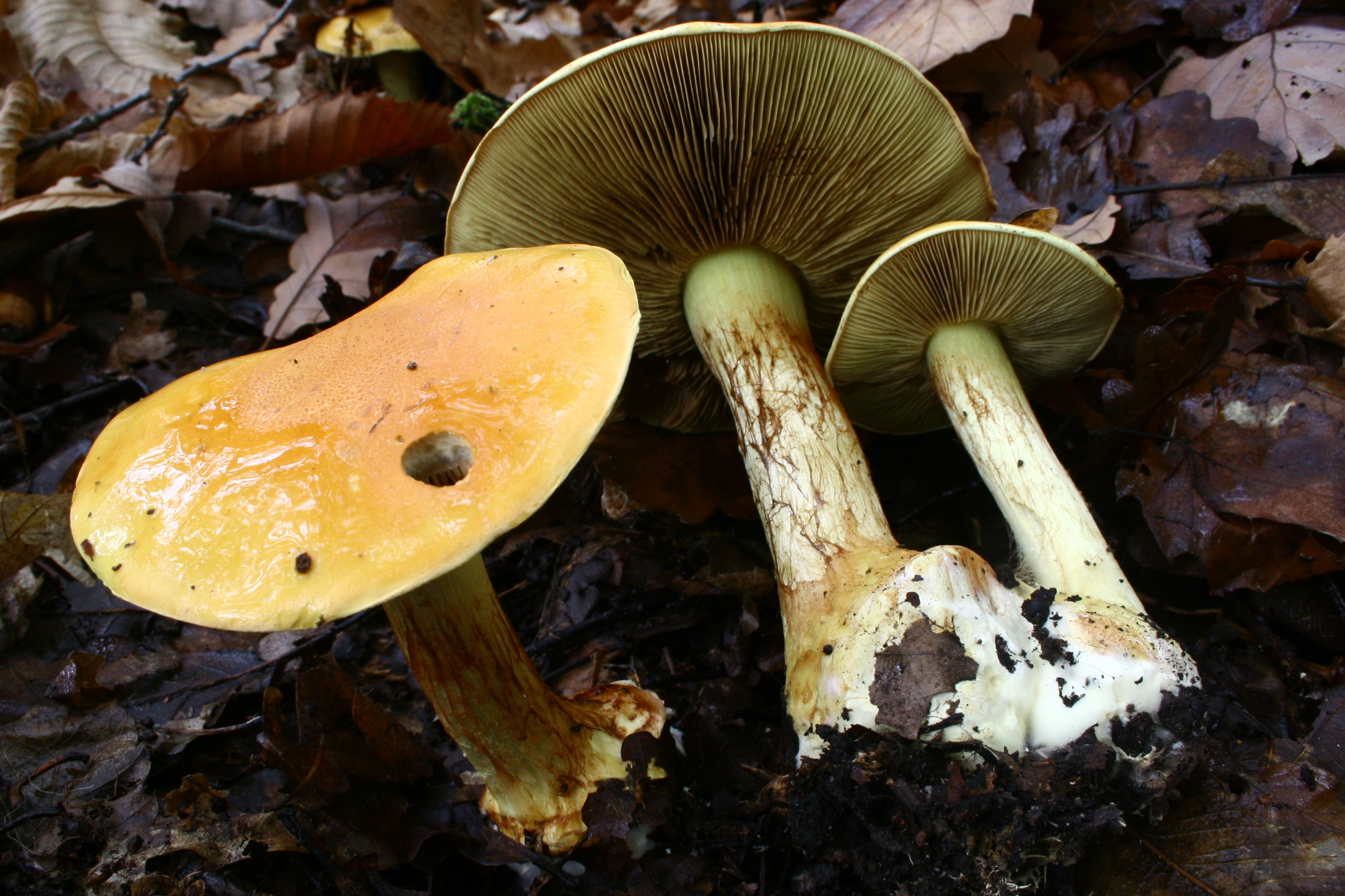
Pompás pókhálósgomba

- Cortinarius elegantissimus (Cortinarius aurantioturbinatus, Cortinarius auroturbinatus) – pompás pókhálósgomba
- Cortinarius emollitoides (Cortinarius causticus s. Moser) – deres pókhálósgomba
- Cortinarius emunctus (Cortinarius epipoleus) – fakóibolyás pókhálósgomba
- Cortinarius evernius – lilatönkű pókhálósgomba
- Cortinarius flexipes (Cortinarius paleaceus, Cortinarius paleiferus) – muskátliszagú pókhálósgomba
- Cortinarius fraudulosus – csalóka pókhálósgomba
- Cortinarius fulvoochrascens – (Cortinarius cyanophyllus) – kékeslemezű pókhálósgomba
- Cortinarius gentilis – aranysárga pókhálósgomba
- Cortinarius glaucopus – szálaskalapú pókhálósgomba
- Cortinarius hemitrichus – pelyhes pókhálósgomba (kis övesgomba)
- Cortinarius hinnuleus – rozsdás pókhálósgomba (földszagú pókhálósgomba)
- Cortinarius humicola – kúpos pókhálósgomba
- Cortinarius huronensis – lápi pókhálósgomba
- Cortinarius incisus – hasadtkalapú pókhálósgomba
- Cortinarius infractus – keserű pókhálósgomba
- Cortinarius ionophyllus – ibolyáslemezű pókhálósgomba
- Cortinarius laniger – fahéjvörös pókhálósgomba
- Cortinarius largus – ligeti pókhálósgomba (fakólilás pókhálósgomba, nagy pókhálósgomba, színváltó pókhálósgomba)
- Cortinarius limonius – oroszlánsárga pókhálósgomba (sárgazónás pókhálósgomba)
- Cortinarius lucorum – berki pókhálósgomba
- Cortinarius magicus – zöldperemű pókhálósgomba
- Cortinarius malachius – bőrszínű pókhálósgomba
- Cortinarius malicorius – narancsvörös pókhálósgomba
- Cortinarius meinhardii (Cortinarius vitellinus) – krómsárga pókhálósgomba
- Cortinarius melanotus – olajbarna pókhálósgomba
- Cortinarius moënne-loccozii (Cortinarius volvatus s. auct.) – bocskoros pókhálósgomba
- Cortinarius mucifluus – északi pókhálósgomba
- Cortinarius mucosus – fehértönkű pókhálósgomba
- Cortinarius multiformis (Cortinarius allutus) – sárgásbarna pókhálósgomba (fűrészeslemezű pókhálósgomba, közönséges pókhálósgomba)
- Cortinarius obtusus – apró pókhálósgomba (fehérszálas pókhálósgomba)
- Cortinarius ochrophyllus – okkerlemezű pókhálósgomba
- Cortinarius odorifer – ánizsszagú pókhálósgomba
- Cortinarius olivaceofuscus – gyertyán-pókhálósgomba

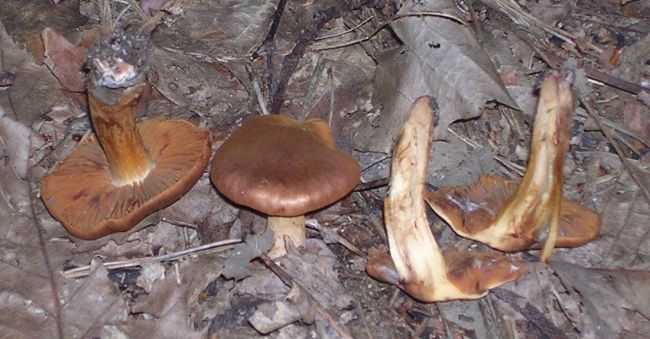
Mérges pókhálósgomba

- Cortinarius orellanus – mérges pókhálósgomba (mérges bőrgomba, rókaszínű pókhálósgomba)
- Cortinarius osmophorus (Cortinarius parfumatus) – erősillatú pókhálósgomba
- Cortinarius papulosus – szemcsés-szálas pókhálósgomba
- Cortinarius paracephalixus – nyárfa-pókhálósgomba
- Cortinarius parvannulatus – aprógallérú pókhálósgomba
- Cortinarius percomis – majoránnaszagú pókhálósgomba (fűszerillatú pókhálósgomba)
- Cortinarius phaeosmus (Cortinarius rheubarbarinus s. auct.) – zöldségillatú pókhálósgomba
- Cortinarius pholideus – barnapikkelyes pókhálósgomba (pikkelyesövű pókhálósgomba)
- Cortinarius platypus – peremes pókhálósgomba
- Cortinarius porphyropus – ibolyástönkű pókhálósgomba
- Cortinarius praestans – óriás pókhálósgomba
- Cortinarius pratensis (Dermocybe pratense) – gyepi pókhálósgomba
- Cortinarius privignoides – mogyorószínű pókhálósgomba
- Cortinarius pseudosalor – mézillatú pókhálósgomba
- Cortinarius purpurascens – bíborlila pókhálósgomba (bíbor pókhálósgomba, rozsdafoltos pókhálósgomba)
- Cortinarius purpureus (Crtinarius phoeniceus, Dermocybe phoenicea) – lángvörös pókhálósgomba (lángvörös bőrgomba)
- Cortinarius quercilicis – barnafoltos pókhálósgomba
- Cortinarius raphanoides – retekszagú pókhálósgomba
- Cortinarius renidens – sárga pókhálósgomba
- Cortinarius rubellus (Cortinarius orellanoides, Cortinarius speciosissimus) – csúcsos pókhálósgomba
- Cortinarius rubicundulus – borvöröstönkű pókhálósgomba
- Cortinarius rufoolivaceus – ibolyásvörös pókhálósgomba
- Cortinarius russeoides – rossz-szagú pókhálósgomba
- Cortinarius saginus (Cortinarius subtriumphans, Cortinarius subvalidus) – díszes pókhálósgomba (sárgahúsú pókhálósgomba)
- Cortinarius safranopes – Sáfrányostönkű pókhálósgomba
- Cortinarius salor – ibolyás pókhálósgomba (kék nyálkástönkűgomba, lila pókhálósgomba)
- Cortinarius sanguineus (Dermocybe sanguinea) – vérvörös pókhálósgomba (vérvörös bőrgomba)
- Cortinarius saniosus – narancsszínű pókhálósgomba
- Cortinarius saturninus (Cortinarius cohabitans) – fűzfa-pókhálósgomba (füzes pókhálósgomba)
- Cortinarius scaurotraganoides – illatos pókhálósgomba
- Cortinarius scaurus – olívlemezű pókhálósgomba
- Cortinarius semisanguineus (Dermocybe semisanguinea) – vöröslemezű pókhálósgomba (vöröslemezű bőrgomba)
- Cortinarius sertipes – nyáras pókhálósgomba
- Cortinarius simulatus (Cortinarius violaceocinereus s. auct.) – ibolyásszürke pókhálósgomba
- Cortinarius sodagnitus – ibolyáskék pókhálósgomba
- Cortinarius sommerfeltii – narancssárga-lemezű pókhálósgomba
- Cortinarius spilomeus – pikkelyestönkű pókhálósgomba (rezespikkelyű pókhálósgomba)
- Cortinarius splendens – kénsárga pókhálósgomba (sárgafényű pókhálósgomba)
- Cortinarius stemmatus – koszorús pókhálósgomba
- Cortinarius subcompar – tömzsi pókhálósgomba
- Cortinarius subpurpurascens – lilafoltos pókhálósgomba
- Cortinarius subtortus – kesernyés pókhálósgomba
- Cortinarius suillus – keményhúsú pókhálósgomba
- Cortinarius tabularis (Cortinarius decoloratus) – fakó pókhálósgomba
- Cortinarius talus – fakólemezű pókhálósgomba

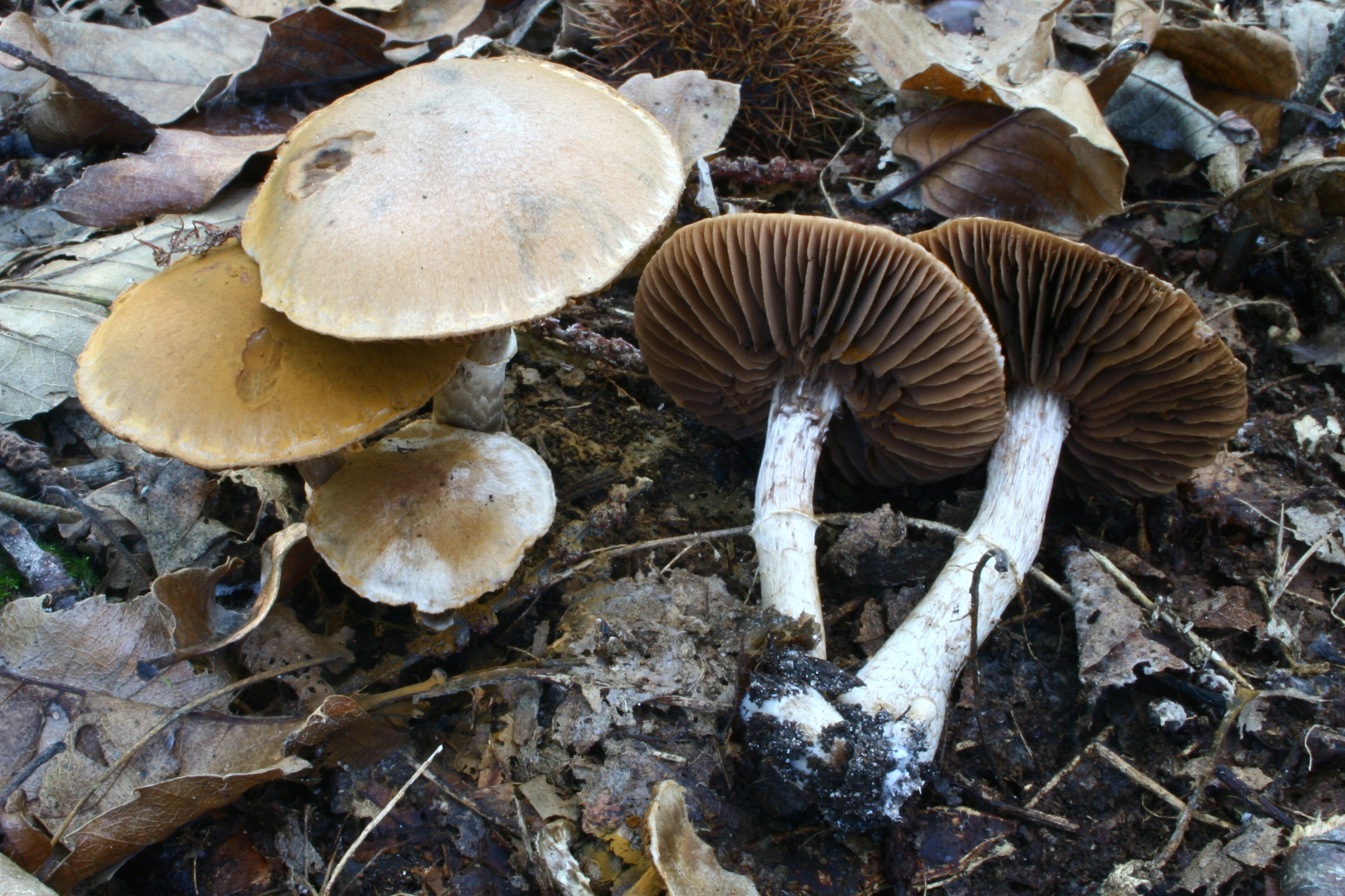
Szagos pókhálósgomba

- Cortinarius torvus – szagos pókhálósgomba (erősillatú pókhálósgomba, szagos övesgomba)
- Cortinarius traganus – hagymatönkű pókhálósgomba (lila hagymatönkű pókhálósgomba)
- Cortinarius tricognandus – susulykás pókhálósgomba
- Cortinarius triformis – változékony pókhálósgomba
- Cortinarius triumphans – övestönkű pókhálósgomba
- Cortinarius trivialis – nyálkástönkű pókhálósgomba (barnanyálkás pókhálósgomba, barna nyálkástönkű pókhálósgomba)
- Cortinarius tubarius (Dermocybe sphagneti) – tőzegmoha-pókhálósgomba
- Cortinarius turmalis (Cortinarius sebaceus) – selymestönkű pókhálósgomba (selymeskalapú pókhálósgomba)
- Cortinarius uliginosus – rézvörös pókhálósgomba
- Cortinarius umbrinolens – sötétbarna pókhálósgomba
- Cortinarius uraceus – feketésbarna pókhálósgomba
- Cortinarius valgus – palaszínlemezű pókhálósgomba
- Cortinarius variecolor – földszagú pókhálósgomba (vastaghúsú pókhálósgomba, változékony pókhálósgomba)
- Cortinarius variiformis – változatos pókhálósgomba
- Cortinarius varius – zsemlebarna pókhálósgomba
- Cortinarius venetus – olajzöldes pókhálósgomba (olajzöld pókhálósgomba)
- Cortinarius venustus – díszestönkű pókhálósgomba
- Cortinarius vibratilis – epeízű pókhálósgomba
- Cortinarius violaceus (Syn: Cortinarius harcynicus) – sötétlila pókhálósgomba
- Cortinarius vulpinus – csizmás pókhálósgomba
- Cortinarius xanthochlorus (Syn: Cortinarius olivascentium) – olívsárga pókhálósgomba
- Cortinarius xanthodryophilus, (Syn: Cortinarius xanthophyllus) – aranylemezű pókhálósgomba

## Fordítás
- Ez a szócikk részben vagy egészben  a   Cortinarius című angol Wikipédia-szócikk ezen változatának fordításán alapul.  Az eredeti cikk szerkesztőit annak laptörténete sorolja fel. Ez a jelzés csupán a megfogalmazás eredetét és a szerzői jogokat jelzi, nem szolgál a cikkben szereplő információk forrásmegjelöléseként.